# کیپ سیباین دو لاین استیشن
کیپ سیباین دو لاین استیشن (به انگلیسی: Cape Sabine DEW Line Station) یک فرودگاه همگانی است که یک باند فرود شن دارد و طول باند آن ۸۲۳ متر است. این فرودگاه در کشور ایالات متحده آمریکا قرار دارد و در ارتفاع ۱۵ متری از سطح دریا واقع شده‌است.